# Capendu
Capendu är en kommun i departementet Aude i regionen Occitanien  i södra Frankrike. Kommunen ligger  i kantonen Capendu som ligger i arrondissementet Carcassonne. År 2022 hade Capendu 1 461 invånare.

## Befolkningsutveckling
Antalet invånare i kommunen Capendu
Referens: INSEE